# O.O.B.
O.O.B. (Openbaar Overname Bod) is een stripverhaal uit de reeks Largo Winch, waarin de Joegoslaaf Largo Winch een van corruptie doordrongen miljardenbedrijf erft van zijn adoptievader Nerio. O.O.B. vormt samen met het album Business Blues één verhaal. 

## Het verhaal
Het verhaal begint met de kraak van de persoonlijke kluis van Largo Winch in Luzern. Daarna wordt tijdens een receptie van de handelsdelegatie van de Verenigde Arabische Emiraten de miljardair Matt Northridge neergeschoten door een mysterieuze groene pijl. Met de dood van deze miljardair komen aandelen vrij van het bedrijf Fenico, welke in de belangstelling staat om te worden overgenomen door Groep W. Doordat de wet niet toestaat dat het bedrijf door een andere wordt overgenomen, dient Largo Winch dit contant uit eigen zak te betalen. Dit is een constructie die Largo niet aanstaat, maar uiteindelijk geeft hij toch toestemming aan de raad van bestuur van Groep W om de transactie te laten doorgaan, onder meer op aandringen van de tweede man van Groep W, John Sullivan. Terloops ontsnapt hij samen met de grote baas van Fenico, Gus Fenimore, aan een aanslag.
Largo besluit er even een paar dagen tussenuit te gaan om zijn zinnen wat te verzetten. Dan krijgt hij ineens een visioen van zijn vader, die hem vertelt dat zijn onderbuikgevoel helemaal terecht is en voorspelt dat "de bom gaat barsten". Hierop verdwijnt de geestverschijning van Nerio Winch weer, zonder meer te vertellen. 
Naast de overnametransactie zijn is er in het album ook nog verhaallijnen over de belastingdienst en een liefdesaffaire. Lizza Lu, de weduwe van de vermoorde miljardair, is op zoek naar een nieuwe partner. Ze probeert het eerst met Largo door hem te drogeren en mee in bed te lokken, maar dat mislukt. Uiteindelijk besluit ze in het huwelijksbootje te stappen met Fenimore.

## Personages
- Marilyn Apfelmond ( Verenigde Staten; p. 27)
- André Bellecourt ( Frankrijk; p. 9)
- Cathy Blackman ( Verenigde Staten; p. 8)
- Waldo Buzetti ( Verenigde Staten; p. 8)
- M. Calltrop ( Verenigde Staten; p. 32)
- Dwight Cochrane ( Verenigde Staten; p. 8)
- Joop van Dreema ( Nederland; p. 9)
- Stephen Dundee ( Verenigde Staten; p. 9)
- Gus Fenimore ( Verenigde Staten; p. 12)
- Paul Fisher ( Zwitserland; p. 3)
- James Fitzhorn ( Verenigde Staten; p. 42)
- Emil Jaramale ( Mexico; p. 8)
- Harold Loeb ( Verenigde Staten; p. 42)
- Art Longman ( Israël; p. 31)
- Lizza-Lu Mellow ( Verenigde Staten; p. 20)
- Ashraf Nader (Borg Lavanter) ( Libië (?); p. 4)
- Matt Northridge ( Verenigde Staten; p. 14)
- Miss Pennywinkle ( Verenigde Staten; p. 17)
- Marcello Scarpa ( Italië; p. 8)
- Leonard Scott ( Zuid-Afrika; p. 9)
- Rifka Sharim (Melanie Wagner) ( Israël/ Verenigde Staten; p. 11)
- Doctor Dieter Stroegl ( Zwitserland; p. 3)
- John Sullivan ( Verenigde Staten; p. 8)
- Georg Wallenstein ( Duitsland; p. 9)
- Sir Basil Williams ( Verenigd Koninkrijk; p. 9)
- Largo Winch ( Verenigde Staten; p. 8)
- Nerio Winch ( Verenigde Staten; p. 48)
- Jay Winter ( Verenigde Staten; p. 17)
- Hakim Ben Zayed Al Neimi ( Verenigde Arabische Emiraten; p. 11)

### Overige personen
- Anton (p. 3)
- Marie (p. 6)
- Inspecteur van de politie (p. 15)
- Starbuckle (p. 20)

## Locaties
- Luzern
- New York
- Joegoslavië